# Helluva
Helluva är det sjunde studioalbumet med det norska folk metal-bandet TrollfesT. Albumet utgavs 2017 av skivbolaget  NoiseArt Records.

## Låtförteckning
1. "This Is Just the Intro" (instrumental) – 2:21
2. "Professor Otto" – 3:26
3. "Spelunking Sisters" – 3:17
4. "Gigantic Cave" – 3:56
5. "Steel Sarah" – 4:26
6. "Trollachen" (instrumental) – 2:52
7. "Hen of Hades" – 3:30
8. "Reiten Mit Ein Fisch" – 4:38
9. "Fräulein Helluva" – 4:05
10. "Kabaret" – 4:51
11. "La Grande Finale" – 3:58
12. "What a Good Idea!" – 1:42
13. "Don Gnomo Vega" – 4:10
14. "Спутник" – 3:16

- Text och musik: TrollfesT

## Medverkande
Musiker (TrollfesT-medlemmar)
- Lodd Bolt (Øyvind Bolt Strönen Johannesen) – basgitarr
- TrollBANK (Eirik Renton) – trummor
- Mr. Seidel (John Espen Sagstad) – gitarr
- Trollmannen (Jostein Austvik) – sång
- Manskow (Øyvind Manskow) – dragspel, banjo
- Dr. Leif Kjønnsfleis (Morten Müller) – gitarr
- DrekkaDag (Dag Stiberg) – saxofon

Bidragande musiker
- Ingvild "Tante Pãthë" Strønen – violin (spår 2, 9, 11, 12), körsång
- Birgitte Christine Glette – körsång
- Gina Cesca Sagstad – körsång
- Mari Tilje – körsång
- Ragnhild Mork – trumpet (spår 4, 7, 9), kornett (spår 4, 7, 9)
- Ingebjørg Vilhelmsen – trumpet (spår 1, 3, 5, 11)
- Pål André Grimstad Worren – trumpet (spår 8, 10)
- Miriam "Sphinx" Renvåg – sång (spår 4, 5), körsång
- Torgrim (Torgrim Torve) – sång (spår 8)
- Karin Krog – sång (spår 11)
- Bok'n'Brusetruse (Jon Eirik Bokn) – tamburin (spår 3, 7, 12)
- Annbjørg Engås – trombon (spår 1, 3–5, 7-11)
- Øyvind Gulbrandsrud – bastrombon (spår 1, 3–5, 7-11)
- Halvard Sutterud – tuba (spår 1, 3–5, 7-11)

Produktion
- Endre Kirkesola – ljudtekniker, ljudmix, mastering
- Andy WarTroll – omslagsdesign
- Jonas Darnell – omslagskonst